# Герб лондонського району Баркінг і Дагенхем
Герб лондонського округу Баркінг і Дагенхем — офіційний герб лондонського округу Баркінг і Дагенхем, наданий 1 вересня 1965 року.
Святими покровителями церкви Дагенхема є Святі Петро і Святий Павло, і їхні символи у вигляді ключів і меча відповідно можна побачити у верхньому полі щита. Місто розташоване на північному березі річки Темзи, а на щиті зображено воду, рибальський човен (так званий «Гавкаючий колодязь», винайдений у XVIII столітті) і зубчасте колесо, що символізує важливість річки для населення району, його рибну промисловість і промисловість загалом. Перехрещені жерлиці та лілія в четвертому полі означають колишнє абатство Баркінг (засноване 666 р. та ліквідоване в 1539 р.), жезли також присутні на гербі колишнього округу Баркінг, а лілія — на гербі колишнього Боро з Дагенема.
На гербі зображено вежу комендантської години абатства Баркінг, це взято зі старого герба колишнього муніципального району Баркінг, наданого в 1931 році. Вежа розташована перед сонцем, що сходить, символом прогресу, який був присутній на гербі колишнього району Дагенем, наданого в 1936 році. Щитотримачі подібні до щитотримачів колишнього району Баркінг: леви символізують родини Сесіл і Монтігл, тоді як факели представляють основні галузі промисловості з часів надання старого герба, якою були газ і електрика. Щитотримачам 1931 року додано нашийники для геральдичного розрізнення. Нашийники пофарбовані в чорний і червоний колір, основні кольори гербів Баркінга і Дагенема відповідно.
Девіз «Dĕ́ī grā́tĭā, prŏbḗmŭr rḗbus» латиною означає «Божою милістю, нехай нас судять за (нашими) вчинками». Це поєднання двох об'єднаних районів: Barking's Dĕ́ī grā́tĭā, sŭ́mus quod sŭ́mus (З Божої ласки ми такі, які ми є) і Дагенхема (Судіть нас за нашими вчинками).

## Герб
Щит скошено навхрест на червоні поля та поля із восьми срібно-синіх хвиль. У главі між двома золотими ключами золотий меч вістрям донизу, в основі — золоті дві жерлиці навхрест з Лілією посередині, зправа — золтий рибальський човен на повних вітрилах, зліва — золоте зубчасте колесо. Клейнод: на золото-блакитному буралеті перед золотим півсонцем у блиску срібна вежа. Щитотримачі: з обох боків золоті леви із синьо-червоними нашийниками, що тримають золоті запалені смолоскими. Девіз: «DEI GRATIA PROBEMUR REBUS».

## Бейдж
У червоно-чорному розсіченому колі, дві жерлиці та лілія як у гербі.